# Nate Robinson
Nathaniel Cornelius Robinson (Seattle, Washington, Estats Units, 31 de maig de 1984), és un antic jugador de bàsquet professional de l'NBA, on va formar part de diferents equips: New York Knicks, Boston Celtics, Oklahoma City Thunder, Golden State Warriors, Chicago Bulls, Denver Nuggets, Los Angeles Clippers i New Orleans Pelicans.
Fou el primer jugador que guanya tres vegades el concurs d'esmaixades de l'NBA (2006, 2009 i 2010), a pesar de fer 1,75 m d'alçada. Es va imposar en les finals a jugadors de l'alçada d'Andre Iguodala, Dwight Howard o DeMar DeRozan.